# 총허용어획량제도
총허용어획량제도(Total Allowable Catch, Individual fishing quota, IFQs)는 개별어종(단일어종)에 대한 연간 총허용어획량을 정하여 그 한도 내에서만 어획을 허용하는 자원관리제도로, 유엔해양법협약 발효에 따른 연안국의 어업자원에 대한 관할권 강화 및 전통적 어업관리제도의 한계를 보완하기 위해 1999년에 도입한 제도이다.

## 연혁
- 1995년 12월 : 수산업법 개정
- 1996년 12월 : 수산자원보호령 개정
- 1998년 4월 : 총허용어획량의 관리에 관한 규칙 제정

## 적용 대상
2008년 기준 총허용어획량제도 적용대상은 다음과 같다.
- 고등어·정어리·전갱이 (대형선망어업)
- 붉은대게 (근해통발어업)
- 대게 (근해자망, 통발)
- 개조개·키조개 (잠수기어업)
- 제주도소라(마을어업)
- 꽃게 (연근해 자망, 통발 : 연평어장과 서해특정해역 한정)
- 오징어 (근해채낚기, 대형선망, 대형트롤, 동해구 트롤)

## 참고 문헌
- 《수산연감 2009》, 133-134쪽, 한국수산회 발행